# Sylter Außenriff
Sylter Außenriff este o arie protejată (sit de importanță comunitară — SCI) din Germania întinsă pe o suprafață de 531.429 ha, integral marine.

## Localizare
Centrul sitului Sylter Außenriff este situat la coordonatele 54°46′59″N 7°11′03″E / 54.7831°N 7.1842°E.

## Înființare
Situl Sylter Außenriff a fost declarat sit de importanță comunitară în mai 2004 pentru a proteja 17 specii de animale.

## Biodiversitate
Situată în ecoregiunea atlantică, aria protejată conține 2 habitate naturale: Bancuri de nisip acoperite în permanență slab de apă marină, Recifuri.
La baza desemnării sitului se află mai multe specii protejate:
- păsări (12): Gavia arctica arctica, cufundar mic (Gavia stellata), pescăruș sur (Larus canus), Larus fuscus intermedius, Larus marinus, pescăruș mic (Larus minutus), sula bassana (Morus bassanus), Rissa tridactyla, chiră de baltă (Sterna hirundo), Sterna paradisaea, chiră de mare (Sterna sandvicensis), Uria aalge aalge
- mamifere (3): Halichoerus grypus, focă obișnuită (Phoca vitulina), marsuin (Phocoena phocoena)
- pești (2): Alosa fallax, Lampetra fluviatilis

Pe lângă speciile protejate, pe teritoriul sitului au mai fost identificate 48 de specii de nevertebrate, 4 specii de pești.